# Адир
Ади́р (каз. Адыр) — станційне селище у складі Атбасарського району Акмолинської області Казахстану. Входить до складу Мариновського сільського округу.
Населення — 379 осіб (2021; 643 у 2009, 770 у 1999, 830 у 1989).
Національний склад станом на 1989 рік:
- росіяни — 38 %;
- казахи — 36 %.

В радянські часи селище мало статус села.